# Castelpetroso
Castelpetroso község (comune) Olaszország Molise régiójában, Isernia megyében.

## Fekvése
A megye délkeleti részén fekszik. Határai: Carpinone, Castelpizzuto, Pettoranello del Molise és Santa Maria del Molise.

## Története
A település valószínűleg a longobárd uralom idején jött létre, de első írásos említése Castrum Petrosum néven az Anjou-uralkodás idejéről származik. A 19. században nyerte el önállóságát, amikor a Nápolyi Királyságban felszámolták a feudalizmust.

## Népessége
A népesség számának alakulása:

## Főbb látnivalói
- Madonna del Addolorata-szentély
- Palazzo Marchesale
- La Maddalena-templom
- San Martino Vescovo-templom
- San Giuseppe-templom